# Natação nos Jogos Pan-Americanos de 2003 - Revezamento 4x200 m livre feminino
O evento dos 4x200 m livre feminino nos Jogos Pan-Americanos de 2003 foi realizado em 12 de agosto de 2003. Houve apenas seis equipes inscritas, não havendo necessidade de eliminatórias.

## Medalhistas
| Ouro   | USA Elizabeth Hill Colleen Lanné Carly Piper Dana Vollmer           |
| Prata  | BRA Ana Muniz Paula Ribeiro Mariana Brochado Monique Ferreira       |
| Bronze | CAN Joanne Malar-Moreale Maya Beaudry Elizabeth Collins Kelly Doody |

## Resultados
| Posição | Nação              | Nadadoras                                                               | Tempo      |
| ------- | ------------------ | ----------------------------------------------------------------------- | ---------- |
| 1       | USA Estados Unidos | ♦ Elizabeth Hill ♦ Colleen Lanné ♦ Carly Piper ♦ Dana Vollmer           | 8:05.47 GR |
| 2       | BRA Brasil         | ♦ Ana Muniz ♦ Paula Ribeiro ♦ Mariana Brochado ♦ Monique Ferreira       | 8:10.54 SA |
| 3       | CAN Canadá         | ♦ Joanne Malar-Moreale ♦ Maya Beaudry ♦ Elizabeth Collins ♦ Kelly Doody | 8:10.85    |
| 4       | MEX México         | ♦ ♦                                                                     | 8:36.07    |
| 5       | PUR Porto Rico     | ♦ ♦                                                                     | 8:38.89    |
| 6       | PER Peru           | ♦ ♦                                                                     | 9:10.03    |